# Гвардейское (Калининградская область)
Гварде́йское, историч. Мюльхаузен (нем. Mühlhausen) — посёлок в Багратионовском районе Калининградской области. Является административным центром Гвардейского сельского поселения.

## История
Мюльхаузен основан Тевтонским орденом в прусской земле Натангии предположительно в первой половине XIV века.
Впервые упоминается в 1372 году, как место нахождения мельницы (Mühle — мельница) и кирхи. В 1414 году он уже упоминается наряду с Цинтеном, Ландсбергом и Кройцбургом как небольшой город.
"Война голода" в 1414 году опустошила Мюльхаузен. Также он, должно быть, пострадал от Тринадцатилетней войны 1454 — 66 годов. В 1468 году передан в залог оплаты наемников роду фон Кюнхайм, а в 1474 году Мюльхаузен был отдан Орденом за верную службу в лен рыцарю из Лотарингии Даниелю фон Кюнхайму (ок.1430 — 1507). Кюнхаймы стали также патронами церкви. 
Студент Виттенбергского университета Георг фон Кюнхайм в 1555 году женился на младшей дочери Мартина Лютера Маргарите, которая умерла в Мюльхаузене в 1570 году и похоронена рядом со своими пятью детьми перед алтарем церкви. 
Пастором Мюльхаузенской церкви в 1560 — 1589 годах был известный историк и картограф Каспар Хенненбергер.
С 1643 года (по другим сведениям — с 1647) по 1826 год поселение было собственностью семейства фон Калькштайн. Знаменитым его представителем был Кристиан Людвиг фон Калькштайн, лидер оппозиции Великому Курфюрсту, бежавший в Варшаву и казненный в Мемеле. 
В XIX — XX веках имение переходило по женской линии наследования семьям фон Данкельманн, фон Роткирх, Кляйст фон Ноллендорф, фон Вульффен и фон Боддин. 
До 1945 года Мюльхаузен входил в состав Восточной Пруссии, Германия. С 1945 года входил в состав РСФСР СССР. Ныне в составе России. В 1946 году переименован в Гвардейское.

## География
Расположен в 30 км от Калининграда. Через Гвардейское проходит трасса А-195.

## Население
| 2002 | 2010 |
| ---- | ---- |
| 580  | ↘564 |

## Достопримечательности
В посёлке находится Мюльхаузенская кирха XIV века.

## Известные жители
- Каспар Генненбергер (1529 – 1600) лютеранский пастор и картограф.
- Кристоф Вильгельм фон Калькштайн (1682 - 1759), воспитатель короля Пруссии Фридриха II.